# Oshum
Oshum est un village du Cameroun situé dans l’arrondissement de Batibo, dans le département de Momo et dans la Région du Nord-Ouest.

## Géographie

### Localisation
Le village d’Oshum est localisé à 5° 52′ 41″ N et 9° 54′ 42″ E. Il est situé à environ 286 km de distance de Yaoundé, la capitale du Cameroun. L’aéroport de Bamenda, le chef-lieu de la Région du Nord-Ouest, se trouve à environ 29 km de distance d’Oshum.

### Climat
Oshum possède un climat de savane avec hiver sec. La température moyenne annuelle est de 26,1 °C et les précipitations moyennes annuelles sont de 1 534,4 mm.

## Population
Lors du recensement de 2005, on a dénombré 1 224 habitants à Oshum, dont 582 hommes et 642 femmes.